# Saint-Jean-d'Angély
Saint-Jean-d'Angély je francouzská obec v departementu Charente-Maritime v regionu Poitou-Charentes. V roce 2010 zde žilo 7 669 obyvatel. Je centrem arrondissementu Saint-Jean-d'Angély.